# Amedeo Parmeggiani
Amedeo Parmeggiani (Bologna, 8 aprile 1918 – Kindu, 11 novembre 1961) è stato un militare e aviatore italiano.
Maggiore pilota dell'Aeronautica Militare Italiana, venne ucciso a Kindu, nelle Repubblica Democratica del Congo, durante la strage avvenuta la notte dell'11 novembre 1961. Nel 1994 venne insignito di medaglia d'oro al valor militare alla memoria.

## Biografia
Nacque a Bologna l'8 aprile 1918, e dopo aver compiuto gli studi si arruolò come allievo ufficiale pilota di complemento nella Regia Aeronautica, conseguendo il brevetto di pilota militare da caccia presso la scuola di Castiglione del Lago. Durante la seconda guerra mondiale combatté sul Mediterraneo, sul Fronte Orientale e in Italia fino all'armistizio dell'8 settembre 1943. Dopo tale data passò al Sud, entrando nell'Italian Co-Belligerent Air Force e combattendo contro i tedeschi. Per il ciclo operativo dal 17 luglio 1943 al 31 dicembre 1944 fu insignito di una seconda Medaglia di bronzo al valor militare. La sua presenza al sud è confermata anche dall'autorizzazione a fregiarsi del distintivo della guerra di Liberazione con due stellette.
Dopo la fine del conflitto transitò nella neocostituita Aeronautica Militare Italiana, entrando in servizio presso la 46ª Aerobrigata di stanza a Pisa. Trovò tragicamente la morte, insieme ad altri dodici militari italiani, nell'eccidio di Kindu, avvenuto nella notte tra l'11 e il 12 novembre 1961, mentre effettuava una missione umanitaria a bordo di un bimotore Fairchild C-119 Flying Boxcar operante sotto l'egida dell'ONU. Per questo fatto fu insignito della Medaglia d'oro al valor militare alla memoria. nel 1994.
I corpi degli sfortunati aviatori furono ritrovati nel febbraio del 1962, sepolti in due fosse comuni. Le salme vennero riesumate il 23 febbraio 1962 ed il 10 marzo successivo trasferite nella base libica di Wheelus. Da qui arrivarono sull'aeroporto di Pisa l'11 marzo, ed il giorno dopo vennero celebrati i solenni funerali, alla presenza del Presidente della Repubblica Antonio Segni.
In seguito le salme vennero tumulate nel Sacrario dei caduti di Kindu, appositamente costruito nell'aeroporto militare di Pisa grazie ad una pubblica sottoscrizione. La città di Bologna gli ha intitolato una via. Un monumento ai caduti di Kindu è stato inaugurato presso l'ingresso dell'aeroporto internazionale "Leonardo da Vinci", a Fiumicino, nel 2007.

### Annotazioni
1. ↑  La prima era stata ottenuta per il suo contributo alle operazioni aeree italiane sul Fronte orientale.
2. ↑  Gli aerei impegnati in questa missione erano due, uno pilotato dal maggiore Parmegiani e uno dal capitano Giorgio Gonelli.

### Fonti
1. 1 2 3 4 5 6 7 8 9  Alegy 2011, p. 15.
2. ↑  Regio Decreto 12 maggio 1944.

### Periodici
- Gregory Alegy, Chi bombardò il Vaticano, in Aeronautica, n. 1, Roma, Associazione Arma Aeronautica, gennaio 2011,  pp. 14-15.